# 羊水検査
羊水検査（ようすいけんさ）とは出生前診断の一種。妊娠子宮に長い注射針に似た針を刺して羊水を吸引すること（羊水穿刺）によって得られた羊水中の物質や羊水中の胎児細胞をもとに、染色体や遺伝子異常の有無を調べる。一般に妊娠16週以降の時期に実施される。羊水検査で診断できるのは染色体や遺伝子など特定の異常に限られており、全ての異常が発見できる訳ではない。

## 概要
羊水を用いた出生前診断は1930年代にさかのぼる。1950年代に入り、Rh不適合妊娠における羊水ビリルビン値による胎児溶血性貧血の診断ができるようになって広く普及した。その後羊水細胞の培養と染色体分析技術の進歩により，1960年代から羊水染色体検査が行われるようになった。また1968年には培養羊水細胞を用いた先天性酵素欠損症の出生前診断が初めて報告されている。近年の超音波診断装置の改良と染色体・遺伝子解析技術の進歩により、多くの胎児情報を提供する安全で精度の高い技術として定着している。厚生労働省の班研究によれば、2000年度には国内で約10,000件が実施されている。高齢出産の増加と、母体血清マーカー検査および新型出生前診断の普及に伴う確定診断の需要のために検査件数は増加する一方で、2012年には倍増の2万件の実施数となっている。

## 方法
通常の羊水穿刺では超音波ガイド下に、ガイド用アタッチメントを使用せずフリーハンドで行われることが多い。穿刺を行うときは子宮壁すなわち卵膜に対して可能な限り垂直に穿刺し、注射器で羊水を20ml程度吸引採取する。母体細胞の混入を予防するために最初に吸引される1-2mlは破棄されることが多い。

## 精度
羊水検査の精度はほぼ100％とされ、母体血清マーカー検査および新型出生前診断後の確定診断として用いられる。

## 合併症

### 流産
一般には0.2-0.3％と説明されることが多い。しかし羊水検査を実施する妊娠16週頃は自然流産も多い時期で、またこの妊娠中期に自然流産する胎児は元々何らかの先天的異常を持つ場合も多い。羊水穿刺による純粋な合併症としての流産を検討すると、新しい報告になるほどその数字が低下している。もっとも最近の2006年の報告 では0.06%，2008年の別の報告 では0.13%とされている。何れも正常対照群の流産率との差である。もちろんこのリスクは施設によって、あるいは術者の熟練度によってもかわるが、いずれにしても現在においては1000回に1回程度の頻度と考えるのが妥当であろう。

### 羊水流出
羊水穿刺後の妊婦が水様性帯下を訴えるときは羊水漏出、破水が疑われる。24時間以内の羊水漏出は1％程度とされ、決して稀ではない合併症である。ただし穿刺針のピンホールからの漏出であるため、通常の前期破水とは異なりいずれも入院により１週間以内に羊水漏出が止まるので一般的予後は悪くない。

### 母体合併症
母体合併症は極めて稀であるが、子宮内感染による播種性血管内凝固症候群や、腸管穿刺による汎発性腹膜炎の報告がある。

## 倫理的問題

### 性別判定
日本産科婦人科学会倫理委員会は、2007年4月改定版のガイドラインにおいても、引き続き 「重篤なX連鎖遺伝病のために検査が行われる場合を除き、胎児の性別を告げてはならない」と自主規制している。しかしながら、実際には染色体検査の結果とともに性別を告知する医師もおり、学会の見解そのものに異議を唱える動きもある。また血友病の保因者が胎児の性別判定を目的とした羊水検査を希望したが断られたため中絶を選択したケースもある。

### 人工妊娠中絶
胎児の異常が発見されたときには、子宮内で大きく育った胎児の人工妊娠中絶が実施される確率が高い。ダウン症候群などの重度の障害が確定診断された場合には、日本国内では9割の妊婦が人工妊娠中絶を選択している。